# Dimosthenis Tampakos
Dimosthenis Tampakos, em grego:  Δημοσθένης Ταμπάκος, (Salônica, 12 de novembro de 1976) é um ginasta que compete em provas de ginástica artística pela Grécia. Tampakos é campeão mundial e olímpico nas argolas.